# Lijst van rivieren in Alaska
Dit is een lijst van rivieren in Alaska.
- Alagnak River
- Alatna River
- Alsek River
- Andreafsky River
- Aniak River
- Aniakchak River
- Baranof River
- Beaver Creek
- Birch Creek
- Chandalar River
- Charley River
- Chena River
- Chilikadrotna River
- Chitina River
- Colville River
- Copper River
- Delta River
- Fortymile River
- Gulkana River
- Hogatza River
- Holitna River
- Indian River
- Ivishak River
- John River
- Kenai River
- Kobuk River
- Koyukuk River
- Kuskokwim River
- Kuzitrin River
- Matanuska River
- Mendenhall River
- Mulchatna River
- Nenana River
- Ninilchik River
- Noatak River
- Nowitna River
- Nushagak River
- Porcupine River
- Rio de la Aguada
- Salmon River
- Selawik River
- Sheenjek River
- Stikine River
- Susitna River
- Stony River
- Swift River
- Taiya River
- Taku River
- Tanana River
- Tinayguk River
- Tlikakila River
- Unalakleet River
- Wind River
- Yukon River

Alabama · Alaska · Arizona · Arkansas ·  Californië · Colorado · Connecticut · Delaware · Florida · Georgia · Hawaï · Idaho ·  Illinois · Indiana · Iowa · Kansas · Kentucky · Louisiana · Maine · Maryland · Massachusetts · Michigan · Minnesota · Mississippi · Missouri · Montana · Nebraska · Nevada · New Hampshire · New Jersey · New Mexico · New York ·  North Carolina · North Dakota · Ohio · Oklahoma · Oregon · Pennsylvania · Rhode Island · South Carolina · South Dakota · Tennessee · Texas · Utah · Vermont · Virginia · Washington (staat) · Washington D.C. · West Virginia · Wisconsin · Wyoming